# SG-1000
SG-1000 (яп. エスジー・セン Эсудзи: Сэн) — домашняя игровая система, разработанная и произведённая японской компанией Sega. Она была впервые представлена в 1983 году и по дате выпуска совпала с выходом Family Computer от Nintendo в Японии. Sega разработала несколько версий SG-1000, включая домашний компьютер SC-3000 и обновлённая модель SG-1000 II в 1984 году. В 1985 году последовала Sega Mark III с улучшенными характеристиками, в том числе с новым видеопроцессором. Sega Mark III легла в основу Master System, которая вышла в 1986 году и продавалась по всему миру.
Разработка SG-1000 была мотивирована снижением популярности игр из-за спада в индустрии аркадных игр, начавшемся в 1982 году. Инициатором создания игровой системы стал президент Sega Enterprises, Хаяо Накаяма. После выпуска SG-1000 компания Sega Enterprises перешла в собственность корпорации CSK Corporation, и за этим последовало издание второй версии игровой системы, SG-1000 II. Игровая библиотека SG-1000, включая SC-3000, насчитывала 76 игр на игровых картриджах и 29 игр на карточках Sega My Card, все из которых были совместимы с Mark III и японской версией Master System.

## История
В начале 1980-х годов Sega Enterprises, Inc. была дочерней компанией американского конгломерата Gulf and Western и одной из крупнейших производителей аркадных игр в Соединённых Штатах, её доходы к середине 1982 года составили 214 миллионов долларов. Спад в индустрии аркадных игр, начавшийся в 1982 году, негативно повлиял на компанию, что заставило Gulf and Western продать принадлежащее им североамериканское подразделение Sega, занимающейся производством и лицензированием компьютерных игр. Его покупку осуществила компания Bally Manufacturing. Конгломерат сохранил за собой дочернюю японскую компанию, Sega Enterprises, Ltd., а также североамериканское подразделение по исследованиям и разработкам. С упадком аркадного бизнеса руководители Gulf and Western обратились к президенту Sega Enterprises, Хаяо Накаяма, за советом о том, как действовать. Накаяма предложил компании использовать свой опыт создания аппаратного обеспечения, накопленный за годы работы в индустрии аркадных автоматов. Это должно было позволить выйти на японский рынок домашних игровых приставок, который на тот момент был в зачаточном состоянии. Накаяме дали разрешение на работы по данному проекту. Первой разработанной моделью стал SC-3000, компьютер со встроенной клавиатурой, но когда Sega узнала о планах Nintendo по выпуску игровой приставки, она начала разработку SG-1000 параллельно с SC-3000. Для снижения затрат и обеспечения достаточного срока службы Sega решила создать платформу из популярных готовых комплектующих.
SG-1000 была выпущена на рынок в Японии 15 июля 1983 года по цене 15 000 иен, в тот же день, когда Nintendo представила свою игровую систему Family Computer. В этот же период компания также представила Sega Personal Computer SC-3000 и его модернизированную версию SC-3000H. Изначально SG-1000 была предназначена для японского рынка, но впоследствии она появилась на международных рынках под разными брендами. Продажи осуществлялись через John Sands Electronics в Австралии и Grandstand Leisure в Новой Зеландии, а также в Италии и Испании. Однако в США, Великобритании и Германии официального выпуска не последовало, вместо этого там были разработаны неофициальные клоны под названием Telegames Personal Arcade, совместимые с SG-1000 и ColecoVision. На Тайване компания Aaronix выпустила свою версию SG-1000, которая со временем уступила рынок более доступным клонам Famicom.
Запуск SG-1000 не увенчался успехом. Три стартовые игры для этой системы, портированные с аркадного автомата Sega VIC Dual, не обладали такой же известностью, как стартовые игры Famicom от Nintendo: Donkey Kong, Donkey Kong Jr. и Popeye. Тем не менее, благодаря более регулярному выпуску игр, Sega смогла продать 160 000 единиц SG-1000, что значительно превысило первоначальный прогноз в 50 000 проданных устройств. Успеху SG-1000 также непреднамеренно способствовал отзыв Nintendo части приставок Famicom из-за технического дефекта. Хидэки Сато, бывший руководитель отдела разработки потребительской электроники в Sega, отмечал, что неожиданно высокие продажи SG-1000 побудили компанию уделить больше внимания разработке игровых систем.
После запуска SG-1000 на рынок, корпорация Gulf and Western, владелец Sega, начала избавляться от своих непрофильных активов из-за смерти своего основателя Чарльза Блюндорна в 1984 году. В этот период Хаяо Накаяма, вместе с бывшим генеральным директором Sega Дэвидом Розеном и с финансовой поддержкой от CSK Corporation, приобрели японское подразделение Sega. Накаяма был назначен генеральным директором новой организации, которая впоследствии была переименована в Sega Enterprises, Ltd. 31 июля 1984 года компания выпустила SG-1000 II по цене 15 000 иен. Новая модель имела ряд усовершенствований, включая отсоединяемые контроллеры. Хидэки Сато, ведущий разработчик потребительской электроники в Sega, критиковал оригинальные картриджи SG-1000 за их внешний вид, напоминающий «маленькие чёрные надгробия». Он считал своим достижением переход на «более весёлые» карманные картриджи Sega My Cards. Для рекламы SG-1000 II Sega привлекла популярный японский комедийный дуэт Tunnels.
К 1984 году приставка Famicom от Nintendo начала превосходить SG-1000 по продажам, что было связано с несколькими ключевыми факторами. Во-первых, Famicom обладала более современным аппаратным обеспечением, позволявшим выполнять более плавную боковую прокрутку и использовать больше цветов в спрайтах. Во-вторых, Nintendo активно работала над расширением своей библиотеки игр, привлекая к сотрудничеству сторонних разработчиков. Sega, напротив, была менее заинтересована в таком сотрудничестве, поскольку конкурировала с многими из этих компаний в сегменте игровых автоматов. Также Sega столкнулась с конкуренцией со стороны других производителей игровых приставок, таких как Tomy и Bandai. В ответ на растущую конкуренцию и стремление удержать позиции на рынке, в 1985 году Sega выпустила приставку Sega Mark III, которая впоследствии была переиздана во всем мире под названием Master System. Последней игрой, выпущенной для SG-1000, стала Portrait of Loretta, вышедшая 18 февраля 1987 года игра про Шерлока Холмса. В 2006 году абонентский игровой сервис GameTap добавил эмулятор SG-1000 и несколько игр для него.

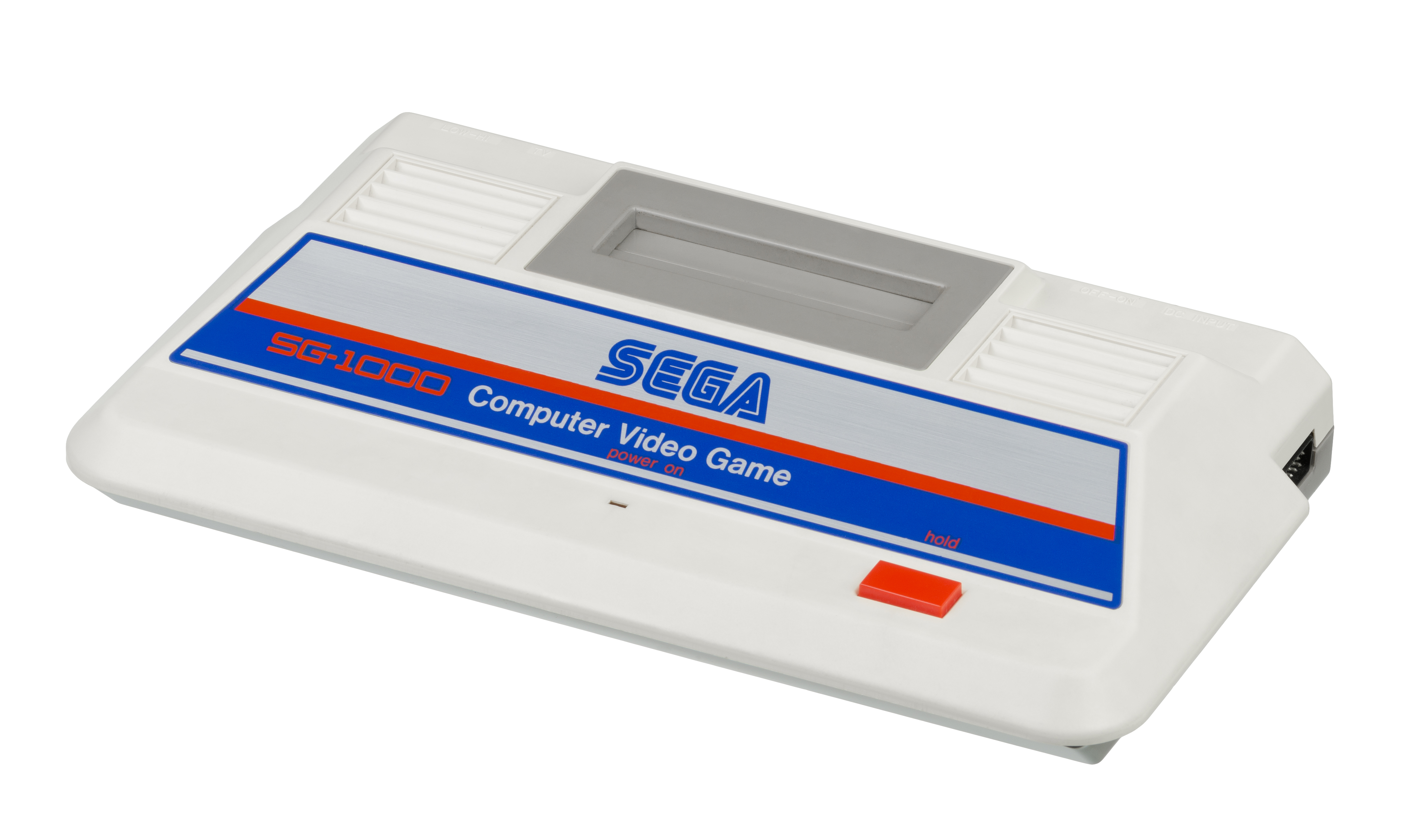
Оригинальная модель SG-1000
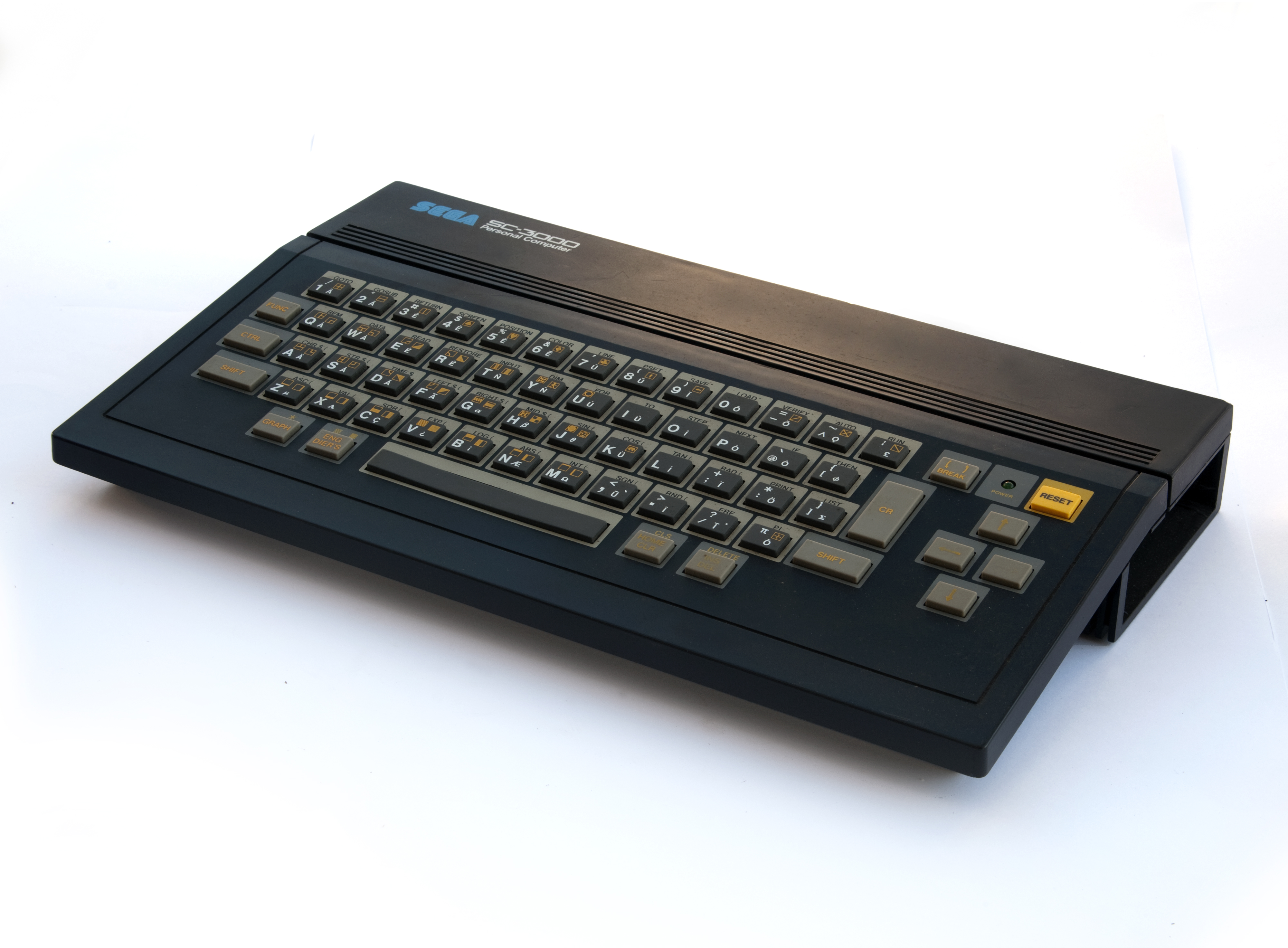
Персональный компьютер SC-3000
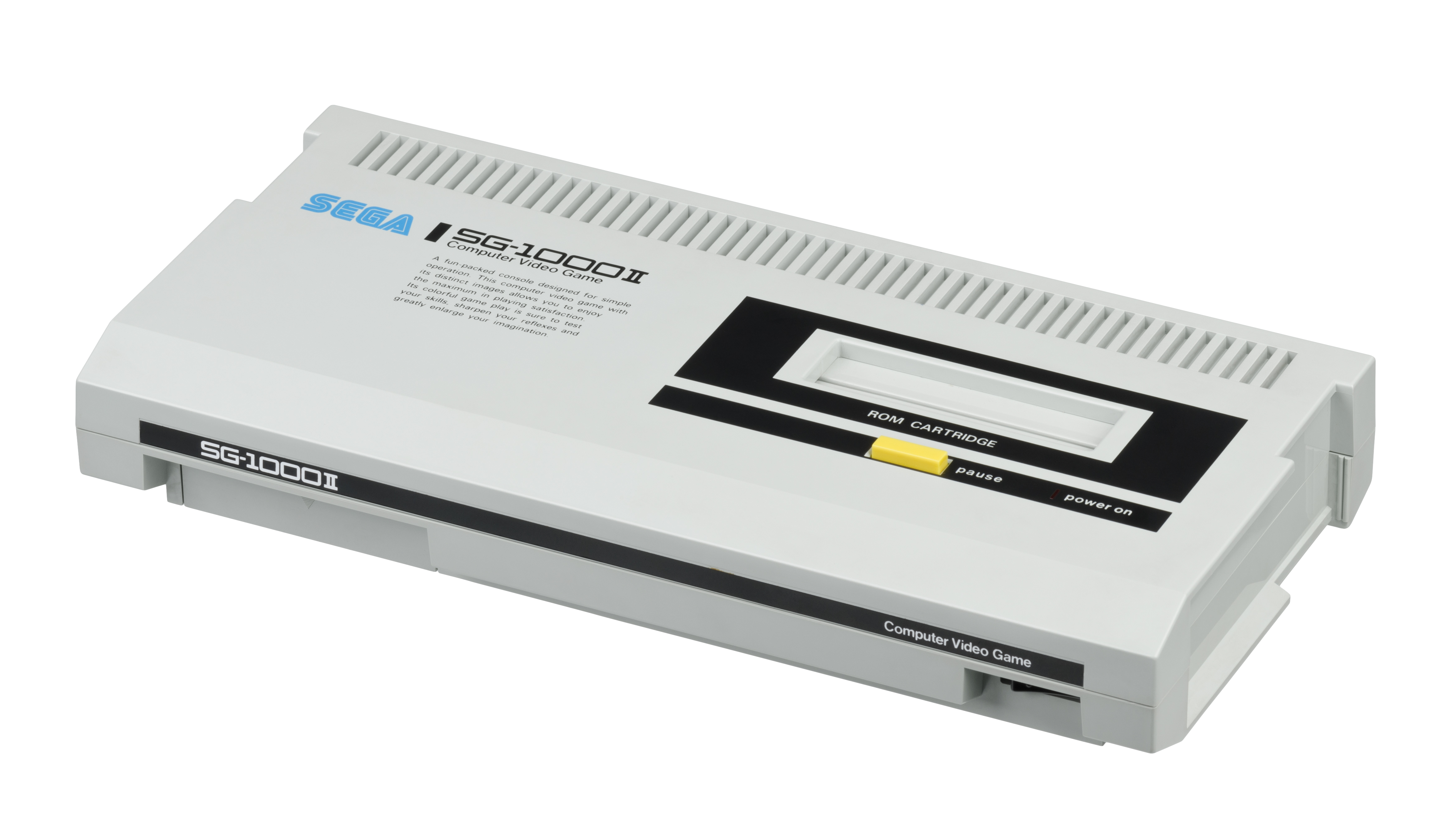
SG-1000 II
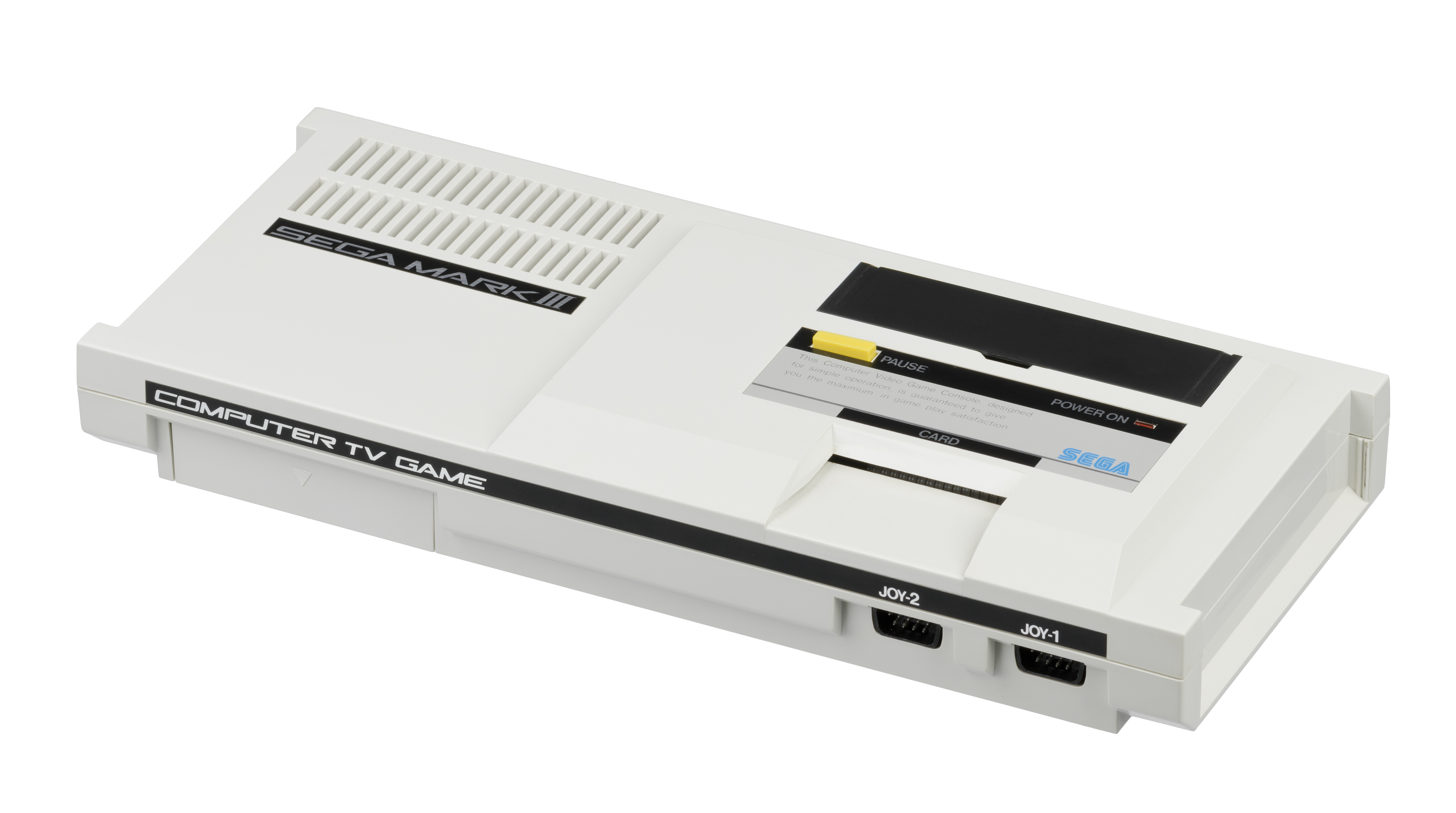
Sega Mark III

## Технические характеристики

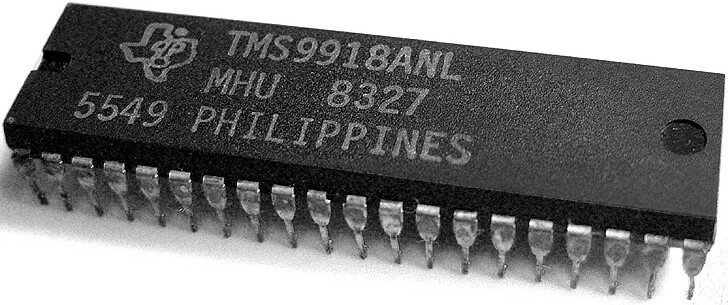
Видеопроцессор TMS9918A, использованный в SG-1000

Центральным процессором является 8-разрядный Zilog Z80, работающий на частоте 3,58 МГц в SG-1000 и SG-1000 II и на частоте в 4 МГц в SC-3000. Видеопроцессор системы — Texas Instruments TMS9918A, способный отображать до 16 цветов, а звуковой процессор — Texas Instruments SN76489. Все эти три микросхемы также использовались в приставке ColecoVision. Оперативная память системы составляет 8 кбит (1 кБ). Контроллеры у первой версии системы жёстко подключены к корпусу, но у второй версии они были сделаны отсоединяемыми. Видео и звук выводятся через радиочастотный сплиттер. Питание осуществляется от внешнего сетевого блока питания напряжением 9 В, подключаемому к приставке через разъём.
Для серии игровых систем SG-1000 компанией Sega был разработан ряд периферийных устройств, расширяющих функциональные возможности системы. Одним из таких устройств была клавиатура SK-1100, стоившая 13 800 иен. Она совместима со всеми моделями SG-1000 и подключается через специальный разъём расширения. Среди доступных видов контроллеров были джойстик SJ-200, который был жёстко прикреплён к оригинальной модели SG-1000, и джойпад SJ-150, разработанный специально для использования с обновлённой моделью SG-1000 II. Для управления в некоторых играх, например, в Monaco GP, предлагался компьютерный руль SH-400. C-1000 Card Catcher, стоимостью 1000 иен, позволял игрокам запускать игры с карточек Sega My Card.
Кроме того, для использования с домашним компьютером SC-3000, который также был частью линейки SG-1000, были разработаны дополнительные аксессуары. Среди них были кассетный магнитофон SR-1000, четырёхцветный плоттерный принтер SP-400 и устройство расширения SF-7000. Последнее добавляло к системе флоппи-дисковод и дополнительную память, значительно расширяя её возможности.

## Библиотека игр

Girl’s Garden, разработанная Юдзи Накой

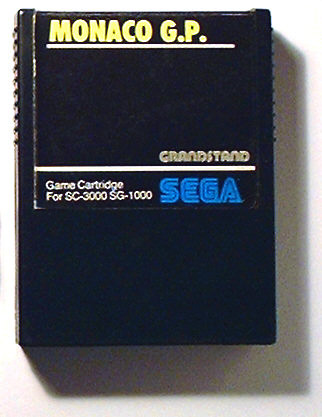
Картридж SG-1000

Библиотека SG-1000 насчитывает 42 игры на картриджах и 29 изданий на Sega My Card, для которых необходимо использовать дополнение Card Catcher. Эти игры совместимы со всеми моделями SG-1000. В дополнение к ним, для домашнего компьютера SC-3000 было выпущено 26 картриджей с обучающими программами и инструментами для программирования. Эти программы могут быть запущены на SG-1000, но только при подключении клавиатуры SK-1100. Все эти игры и программы также совместимы с более поздними моделями Sega Mark III и Master System. В числе игр, выпущенных для SG-1000, присутствуют такие тайтлы, как Flicky, Congo Bongo, Sega-Galaga и Girl’s Garden. Girl’s Garden стала первой разработкой Юдзи Нака, который позднее создал известную серию игр Sonic the Hedgehog. В период до 1984 года игры для SG-1000 продавались в коробках с руководствами на английском и японском языках. После 1984 года руководства стали издаваться только на японском языке, а размер упаковки был уменьшен. Хидэки Сато отмечал, что в то время у компании Sega не было достаточного количества сотрудников для разработки игр для приставки.
Игры для серии SC-3000/SG-1000 продолжали выпускаться и после выхода Mark III в 1985 году, при этом в рекламных материалах эти игры часто упоминались как совместимые с Mark III. Двумя последними играми, выпущенными на картриджах для SC-3000/SG-1000 стали The Castle 1986 года и Portrait of Loretta 1987 года. Эти игры продавались в коробках золотистого цвета, похожих на японские картриджи для Mark III/Master System, причём Portrait of Loretta была брендирована «Gold Cartridge». Последней игрой, выпущенной в формате карточек Sega My Card, стала The Black Onyx, вышедшая в 1987 году.

## Наследие
SG-1000 оказала малое влияние на индустрию видеоигр, однако считается первой игровой приставкой Sega. Дамьен Макферран из Retro Gamer назвал её «полным провалом», но также назвал её и SG-1000 II «японскими прародителями Master System». Крис Колер в статье для Wired указал на некоторые недостатки системы, такие как плохой отклик джойстика и отсутствие RCA-выхода. Он также обратил внимание на то, что время выпуска SG-1000 оказалось невыгодным для её успеха, поскольку в тот же период Nintendo выпустила свою Famicom, которая превосходила технологически и имела в своём арсенале популярные игры, такие как Donkey Kong. Колер прокомментировал, что SG-1000 была малоизвестна, мало кто в неё играл, и её игры не были особенно выдающимися. В то же время, Люк Планкетт из Kotaku выразил другое мнение, признавая, что несмотря на неудачу SG-1000, она сыграла важную роль в развитии бизнеса домашних приставок компании Sega.
Хидэки Сато положительно отозвался об инновациях, осуществлённых в разработке SG-1000, но признал, что приставка имела ограничения из-за того, что рынок был довольно новым, и что в то время у Sega не было опыта в разработке приставок для видеоигр. По словам Сато, «проблема заключалась в том, что, хотя мы знали, как делать аркадные игры, на самом деле мы ничего не знали о разработке приставок. На самом деле, сама идея о „потребительском“ рынке видеоигр тогда была неслыханной: тогда это была просто идея о „новом бизнесе“».